# Andre De Grasse
Andre De Grasse, född den 10 november 1994 i Scarborough, Ontario, är en kanadensisk sprinter inom friidrott.
De Grasse fick sitt stora genombrott 2015 när han först vann två guldmedaljer under de Panamerikanska spelen på 100 respektive 200 meter. Därefter knep han två bronsmedaljer under VM i Peking på 100 meter respektive stafett 4×100 meter. Hans personbästa på 100 meter är 9,91 sekunder och på 200 meter 19,73 sekunder, vilka också är kanadensiska rekord, båda tiderna uppnådda vid OS 2016. På 100 meter innebar det dessutom en bronsplats. Tiden på 200 meter slogs i semifinalen.
Vid OS i Tokyo kom han 1 augusti 2021 trea i finalen på 100 meter. Tre dagar senare vann han finalen på 200 meter, på tiden 19,62.
De Grasse tävlar för University of Southern California och hans tränare är Tony Sharpe.